# Olympische Sommerspiele 1996/Reiten
Bei den Olympischen Sommerspielen 1996 in der US-amerikanischen Metropole Atlanta wurden sechs Wettbewerbe im Reiten im Georgia International Horse Park ausgetragen.

## Dressur

### Einzel
| Platz | Land | Reiter und Pferd                | Punkte |
| ----- | ---- | ------------------------------- | ------ |
| 1     | GER  | Isabell Werth auf „Gigolo FRH“  | 235,09 |
| 2     | NED  | Anky van Grunsven auf „Bonfire“ | 233,02 |
| 3     | NED  | Sven Rothenberger auf „Weyden“  | 224,94 |

### Mannschaft
| Platz | Land | Reiter und Pferde | Punkte |
| ----- | ---- | --- | ------ |
| 1     | GER  | Klaus Balkenhol auf „Goldstern“ Martin Schaudt auf „Durgo 2“ Monica Theodorescu auf „Grunox“ Isabell Werth auf „Gigolo FRH“      | 5553   |
| 2     | NED  | Tineke Bartels auf „Barbria“ Gonnelien Rothenberger auf „Dondolo“ Sven Rothenberger auf „Weyden“ Anky van Grunsven auf „Bonfire“ | 5437   |
| 3     | USA  | Robert Dover auf „Metallic“ Michelle Gibson auf „Peron“ Steffen Peters auf „Udon“ Guenter Seidel auf „Graf George“               | 5309   |

## Springreiten

### Einzel
| Platz | Land | Reiter und Pferd                     | Fehlerpunkte |
| ----- | ---- | ------------------------------------ | ------------ |
| 1     | GER  | Ulrich Kirchhoff auf „Jus de Pommes“ | 1,00         |
| 2     | SUI  | Willi Melliger auf „Calvaro V“       | 4,00         |
| 3     | FRA  | Alexandra Ledermann auf „Rochet M“   | 4,00         |

### Mannschaft
| Platz | Land | Reiter und Pferde | Fehlerpunkte |
| ----- | ---- | --- | ------------ |
| 1     | GER  | Ludger Beerbaum auf „Ratina Z“ Ulrich Kirchhoff auf „Jus de Pommes“ Lars Nieberg auf „For Pleasure“ Franke Sloothaak auf „Joli Coeur“      | 1,75         |
| 2     | USA  | Leslie Burr-Howard auf „Extreme“ Anne Kursinski auf „Eros“ Peter Leone auf „Legato“ Michael Matz auf „Rhum“                                | 12,00        |
| 3     | BRA  | Luiz Felipe de Azevedo auf „Cassiana“ André Johannpeter auf „Calei“ Álvaro Affonso de Miranda Neto auf „Aspen“ Rodrigo Pessoa auf „Tomboy“ | 17,25        |

## Vielseitigkeit

### Einzel
23 bis 26. Juli
| Platz | Land | Reiter und Pferd                   | Fehlerpunkte |
| ----- | ---- | ---------------------------------- | ------------ |
| 1     | NZL  | Blyth Tait auf „Ready Teddy“       | 56,80        |
| 2     | NZL  | Sally Clark auf „Squirrel Hill“    | 60,40        |
| 3     | USA  | Kerry Millikin auf „Out and About“ | 73,70        |

### Mannschaft
Finale am 24. Juli
| Platz | Land | Reiter und Pferde | Fehlerpunkte |
| ----- | ---- | --- | ------------ |
| 1     | AUS  | Phillip Dutton auf „True Blue Girdwood“ Andrew Hoy auf „Darien Powers“ Gillian Rolton auf „Peppermint Grove“ Wendy Schaeffer auf „Sunburst“ | 203,85       |
| 2     | USA  | Bruce Davidson auf „Heyday“ Jill Henneberg auf „Nirvana“ David O’Connor auf „Giltedge“ Karen O’Connor auf „Biko“                            | 261,10       |
| 3     | NZL  | Victoria Latta auf „Broadcast News“ Vaughn Jefferis auf „Bounce“ Andrew Nicholson auf „Jägermeister II“ Blyth Tait auf „Chesterfield“       | 268,55       |